# 狩猎号通报舰
狩猎号是德意志帝国海军于1880年代末建造的一艘通报舰，自1899年起重归类为小巡洋舰。它是同名船级的二号舰暨末舰，其唯一的姊妹舰即守望号。狩猎号由不来梅的威悉船厂承建，自1887年开始铺设龙骨、1888年7月下水，至1889年6月交付使用。它跟随演习舰队服役了十五年，直到1904年退出现役，继而投身港埠业务。1910年，狩猎号正式从海军名录中除籍，其后又被用作鱼雷训练平台，直至1920年出售作拆解。

## 设计
1883年，随着海军中将列奥·冯·卡普里维接替阿尔布雷希特·冯·施托施出任帝国海军部长，海军开始更认真地试验绿水学派所推崇的鱼雷武装战船。卡普里维是廉价鱼雷艇的支持者，他指示未来的通报舰应该放弃追求尺寸和火炮威力，以支持更高的速度和鱼雷武器。守望级是根据卡普里维的指示制定的第一款设计方案，但由于其较小的尺寸导致糟糕的船舶耐波性，火炮也不足以让它们与其他海军的类似舰艇抗衡，因此被证明是失败的。
狩猎号的全长为85.50米，有9.66米的舷宽以及最大3.74米的吃水深度。其标准排水量为1,246吨，满载时则可达1,499吨。推进装置由两台成角的三缸三胀往复式蒸汽机组成，蒸汽通过四台燃煤机车锅炉提供。发动机的额定功率为4,000匹公制馬力（2,900千瓦特），设计航速19節（35每小時），并能够以10節（19每小時）的速度连续航行2,860海里（5,300）。其标准船员编制为7名军官及134名水兵。
该舰在竣工时装备有三门独立安装在枢轴底座的105毫米35倍径箍炮，共配备180发弹药。狩猎号还搭载有三具350毫米鱼雷发射管，其中一具以浸没式安装在舰艏下方，另外两具则置于两边舷侧的甲板发射器内。该舰也是首批配备装甲防护的德国通报舰之一，其中甲板的厚度为10毫米，司令塔也覆以25毫米厚的装甲镀层。

## 服役历史
狩猎号由位於不来梅的威悉船厂承建，其合同代号“波美拉尼亚代舰”（Ersatz Pommerania）得名於當時即將退役的老舊明轮通報艦波美拉尼亚号。船体龙骨自1887年秋季开始铺设，至一年后、即1888年7月7日下水。在下水仪式上，由时任海军第二监察局总监的海军少将卡尔·奥古斯特·戴恩哈德主持为舰只命名并发表演说。舾装工作完成后，该舰于1889年6月25日在海军少校马克斯·皮拉利的指挥下投运进行海试，但相关试航在8月6日中断，直至1890年4月15日在基尔暂时退役后才继续进行。海试于8月底结束，重新入役后的狩猎号随即受命护送德皇威廉二世的皇家游艇霍亨索伦号前往挪威海域进行夏季巡航。返回德国后，它曾于8月1日至9月11日临时作为波罗的海海军基地的警戒舰驻扎在基尔。10月3日，该舰在威廉港退役，继而替换安装了四门88毫米30倍径速射炮作为主炮。
1891年4月21日，狩猎号重新服役，最初是在威廉港担任警戒舰，期间它曾沿着德国的北海海岸进行了一次巡航。之后，该舰又陪同霍亨索伦号一起去前往荷兰的阿姆斯特丹以及挪威港口。在8月至9月举行的年度秋季演习期间，它加入了演习舰队，负责在各部队之间通报信号，继而于10月5日再次退役。一年后，即1892年10月13日，该舰重新启用，并再度在威廉港担任警戒舰。1893年同样波澜不惊地度过，在参加完秋季舰队演习后，狩猎号于9月30日为进行现代化改造而退役，其中包括在威廉港帝国船厂更换了锅炉。这项工程一直持续到1894年，完工后，它仍被置于预备役。

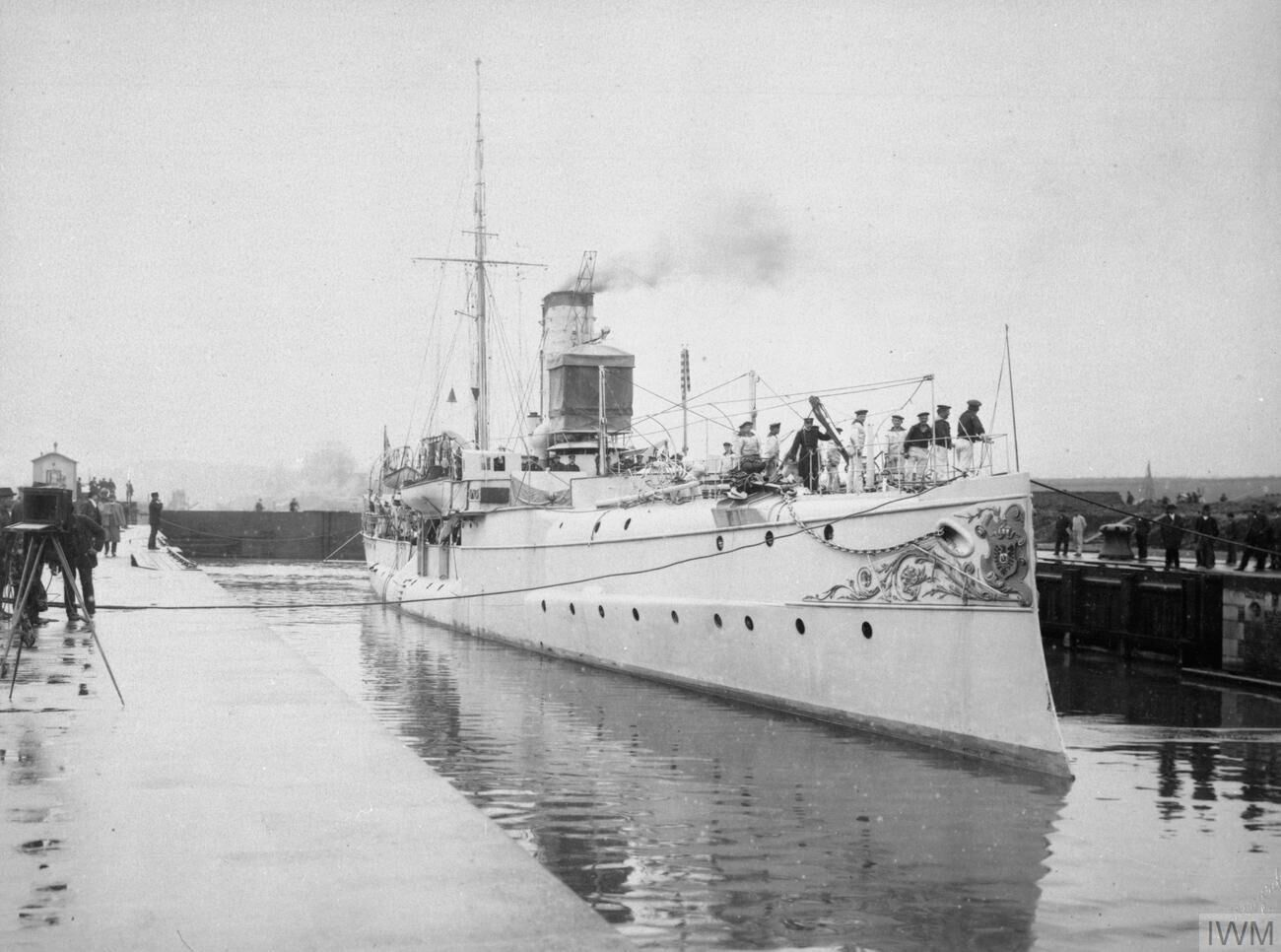
狩猎号在威廉皇帝运河

直至1895年3月8日，狩猎号才在海军少校爱德华·霍尔茨豪尔的指挥下重新入役，并于4月下旬成为第一艘在威廉皇帝运河正式开通前穿越运河的舰船。它被派到当地检查验证其通航性；运河于6月20日正式开通。随后，狩猎号在演习分舰队担任侦察舰，而霍尔茨豪尔的舰长一职则于9月被海军少校卡尔·弗里德里希接替。该舰于12月19日再次在威廉港退役。当1896年3月18日重新启用时，狩猎号的舰长已改由圭多·冯·乌瑟多姆担任。这一年，它在舰队中担任同样的角色，但隶属于第一分舰队；年内，该舰曾跟随分舰队出访荷兰和挪威，然后于9月退役。海军少校赫尔曼·莉莉于9月接替了乌瑟多姆的职务，并在预备役期间继续指挥。1897年3月5日重新入役后，它又回到分舰队的位置上参加了舰队演习。演习结束时，莉莉离舰，改由海军少校弗里茨·佐默韦尔克就任指挥官。不同于往年的是，狩猎号整个冬天都在服役，直至1898年3月8日才再次退役。
根据1899年2月27日颁布的最高内阁命令，德意志帝国海军现存的所有通报舰都被重新归类为小巡洋舰，其中便包括狩猎号。该舰于1899年9月27日投入使用，以接替其姊妹舰守望号在第一分舰队中的位置。它一直服役到1900年，但在舰队演习过后，她从10月14日至11月23日期间曾在北海执行渔业保护任务。1901年1月，狩猎号接受了大修，继而从1月28日到2月7日加入了被派往代表德国参加威廉二世祖母——英国女王维多利亚葬礼的部队。海军少校胡戈·冯·科茨豪森于3月接管该舰。当战列舰德皇腓特烈三世号于4月2日在吕根岛以北的阿德勒浅滩搁浅后，狩猎号又受命对该地区进行勘测。在这项工作结束后，威廉港帝国船厂于7月中旬对狩猎号进行了检查，并确定其舰况非常糟糕，不值得再进行修葺。因此，该舰于8月11日最后一次退役。
狩猎号于1904年5月3日被列入港口船舶名录，开始投身港埠业务。六年后，即1910年5月14日，它正式从海军名录中除籍，并被拆成废船。该舰驻扎在基尔外围的腓特烈奥特，充当鱼雷训练的发射平台，直到1920年在吕斯特林根拆解报废。